# Sofia Kenin
Sofia "Sonya" Anna Kenin (født 14. november 1998 i Moskva, Rusland) er en professionel kvindelig tennisspiller fra USA.
I 2020 vandt hun Australian Open og var finalist i French Open. Hendes højeste placering på ranglisten er nr. 4.